# Courlon
Pour les articles homonymes, voir Courlon (homonymie).
Courlon est une commune française située dans le département de la Côte-d'Or en région Bourgogne-Franche-Comté.

## Hydrographie
Le terroir de la commune est traversé du nord-ouest au sud est par La Tille de Bussières, ruisseau d'une dizaine de kilomètres, affluent de la Tille.

### Climat
Pour des articles plus généraux, voir Climat de la Bourgogne-Franche-Comté et Climat de la Côte-d'Or.
En 2010, le climat de la commune est de type climat de montagne, selon une étude du Centre national de la recherche scientifique s'appuyant sur une série de données couvrant la période 1971-2000. En 2020, Météo-France publie une typologie des climats de la France métropolitaine dans laquelle la commune est exposée à un climat océanique altéré et est dans la région climatique  Lorraine, plateau de Langres, Morvan, caractérisée par un hiver rude (1,5 °C), des vents modérés et des brouillards fréquents en automne et hiver. 
Pour la période 1971-2000, la température annuelle moyenne est de 10,4 °C, avec une amplitude thermique annuelle de 17,3 °C. Le cumul annuel moyen de précipitations est de 948 mm, avec 12 jours de précipitations en janvier et 9,1 jours en juillet. Pour la période 1991-2020, la température moyenne annuelle observée sur la station météorologique de Météo-France la plus proche, « Bure Les Templiers_sapc », sur la commune de Bure-les-Templiers à 13 km à vol d'oiseau, est de 10,7 °C et le cumul annuel moyen de précipitations est de 898,2 mm,. Pour l'avenir, les paramètres climatiques de la commune estimés pour 2050 selon différents scénarios d'émission de gaz à effet de serre sont consultables sur un site dédié publié par Météo-France en novembre 2022.

## Urbanisme

### Typologie
Au 1er janvier 2024, Courlon est catégorisée commune rurale à habitat dispersé, selon la nouvelle grille communale de densité à 7 niveaux définie par l'Insee en 2022.
Elle est située hors unité urbaine. Par ailleurs la commune fait partie de l'aire d'attraction de Dijon, dont elle est une commune de la couronne,. Cette aire, qui regroupe 333 communes, est catégorisée dans les aires de 200 000 à moins de 700 000 habitants,.

### Occupation des sols
L'occupation des sols de la commune, telle qu'elle ressort de la base de données européenne d’occupation biophysique des sols Corine Land Cover (CLC), est marquée par l'importance des territoires agricoles (51,1 % en 2018), une proportion sensiblement équivalente à celle de 1990 (51,2 %). La répartition détaillée en 2018 est la suivante : 
forêts (48,9 %), terres arables (37,5 %), prairies (8,3 %), zones agricoles hétérogènes (5,4 %). L'évolution de l’occupation des sols de la commune et de ses infrastructures peut être observée sur les différentes représentations cartographiques du territoire : la carte de Cassini (XVIIIe siècle), la carte d'état-major (1820-1866) et les cartes ou photos aériennes de l'IGN pour la période actuelle (1950 à aujourd'hui).

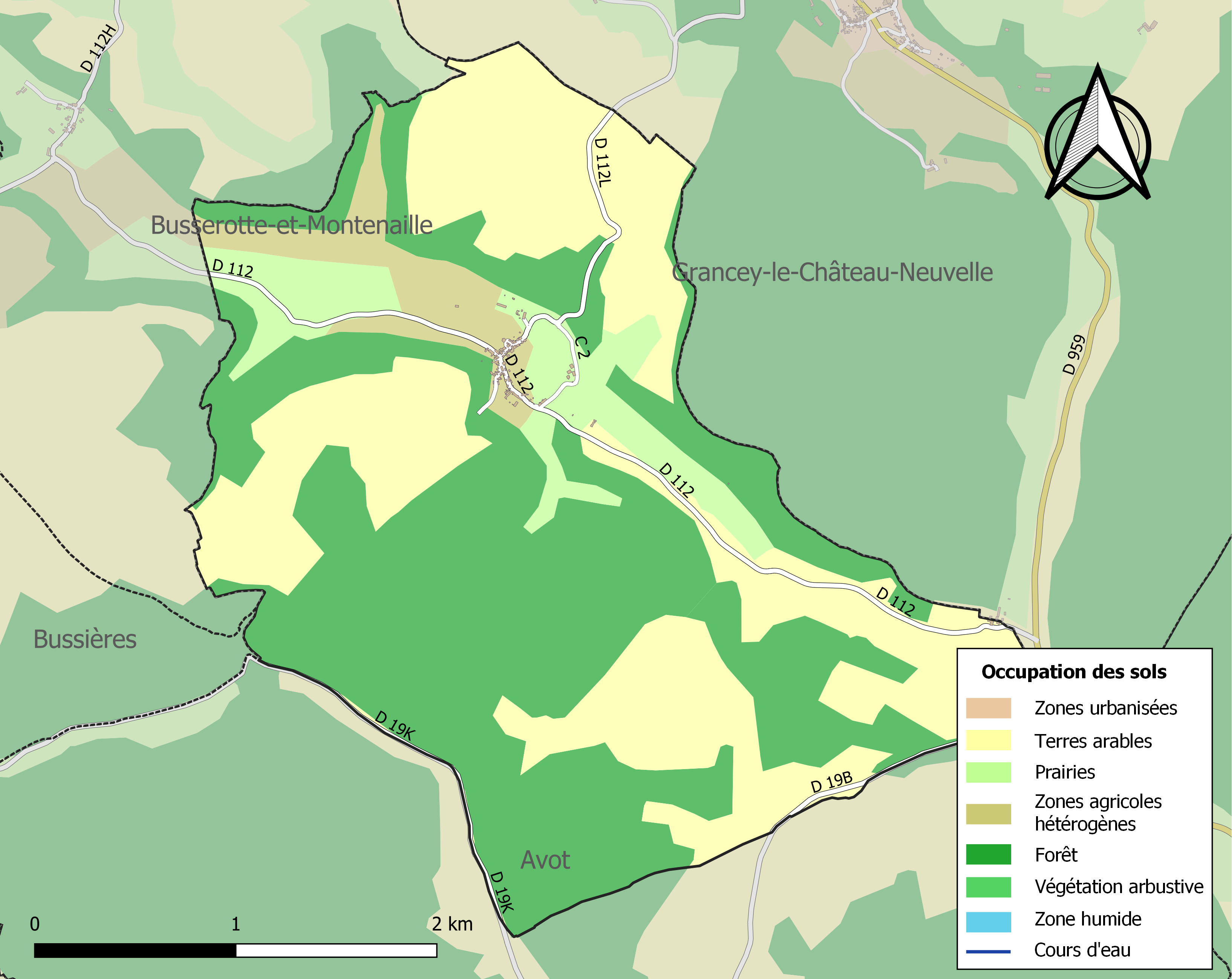
Carte des infrastructures et de l'occupation des sols de la commune en 2018 (CLC).

## Histoire

### Carte de Cassini
|  |

La carte de Cassini ci-dessus montre qu'au XVIIIè siècle, Courlon est une paroisse implantée sur la rive gauche du ruisseau La Tille de Bussières qui traverse le terroir du village du nord-ouest au sud-est.

Deux moulins à eau symbolisés par une roue dentée sont représentés sur le cours de la rivière: le Moulin de Courlon et le Moulin à Foulon. Dans les moulins à foulons, les tissus étaient battus par des maillets entraînés par la force motrice de l’eau.

Le château est représenté à l'est du village.

Au nord-ouest, la chapelle Saint-Georges qui est dessinée, est toujours présente de nos jours.

A cette époque, le village était beaucoup plus peuplée qu'aujourd'hui, 460 habitants contre 80 actuellement.

## Politique et administration
| Période                                  | Période   | Identité          | Étiquette | Qualité |
| ---------------------------------------- | --------- | ----------------- | --------- | ------- |
| mars 2008                                | en cours  | Michel Guyot      |           |         |
| mars 2001                                | mars 2008 | Éric Follot       |           |         |
| avant 1988                               | ?         | Germain Deschamps |           |         |
| Les données manquantes sont à compléter. |           |                   |           |         |

## Démographie
L'évolution du nombre d'habitants est connue à travers les recensements de la population effectués dans la commune depuis 1793. Pour les communes de moins de 10 000 habitants, une enquête de recensement portant sur toute la population est réalisée tous les cinq ans, les populations de référence des années intermédiaires étant quant à elles estimées par interpolation ou extrapolation. Pour la commune, le premier recensement exhaustif entrant dans le cadre du nouveau dispositif a été réalisé en 2008.

En 2022, la commune comptait 76 habitants, en évolution de −6,17 % par rapport à 2016 (Côte-d'Or : +0,82 %, France hors Mayotte : +2,11 %).
| 1793 | 1800 | 1806 | 1821 | 1831 | 1836 | 1841 | 1846 | 1851 |
| ---- | ---- | ---- | ---- | ---- | ---- | ---- | ---- | ---- |
| 466  | 313  | 273  | 295  | 265  | 234  | 248  | 253  | 265  |

| 1856 | 1861 | 1866 | 1872 | 1876 | 1881 | 1886 | 1891 | 1896 |
| ---- | ---- | ---- | ---- | ---- | ---- | ---- | ---- | ---- |
| 269  | 224  | 214  | 216  | 202  | 259  | 197  | 212  | 161  |

| 1901 | 1906 | 1911 | 1921 | 1926 | 1931 | 1936 | 1946 | 1954 |
| ---- | ---- | ---- | ---- | ---- | ---- | ---- | ---- | ---- |
| 150  | 148  | 144  | 118  | 135  | 132  | 104  | 111  | 103  |

| 1962 | 1968 | 1975 | 1982 | 1990 | 1999 | 2006 | 2008 | 2013 |
| ---- | ---- | ---- | ---- | ---- | ---- | ---- | ---- | ---- |
| 86   | 97   | 63   | 53   | 46   | 50   | 65   | 69   | 79   |

| 2018 | 2022 | - | - | - | - | - | - | - |
| ---- | ---- | - | - | - | - | - | - | - |
| 82   | 76   | - | - | - | - | - | - | - |

## Culture locale et patrimoine

### Lieux et monuments
- Château de Courlon